# Pontus Carlsson
Pontus Carlsson (ur. 18 grudnia 1982 w Cali) – szwedzki szachista, arcymistrz od 2007 roku.
Urodził się w Kolumbii. Gdy miał rok, cała jego rodzina zginęła w wypadku. Po tym wydarzeniu został zaadoptowany przez szwedzką rodzinę. Studiował w Hiszpanii, dzięki czemu biegle włada tym językiem. Posiada podwójne obywatelstwo, szwedzkie i kolumbijskie.

## Kariera szachowa
Pierwsze znaczące sukcesy szachowe odniósł w roku 2005, m.in. wypełniając arcymistrzowską normę podczas drużynowych mistrzostw Europy w Göteborgu (w turnieju tym wystąpił w drugiej reprezentacji kraju). W 2006 r. podzielił II miejsce w Sóller (za Emanuelem Bergiem, wraz z Azerem Mirzojewem), wypełnił również w Tarragonie drugą normę na tytuł arcymistrza. W 2007 r. zwyciężył w Sóller oraz zanotował dobry występ w Malmö, gdzie w silnie obsadzonym turnieju Sigeman & Co zajął V miejsce (za Iwanem Czeparinowem, Janem Timmanem, Tigerem Hillarpem Perssonem i Emanuelem Bergiem, a przed m.in. Vasiliosem Kotroniasem, Parimarjanem Negi i Jonny Hectorem). W 2008 r. podzielił I m. w Maladze oraz zwyciężył w Balatonlelle. W 2010 r. po raz drugi w karierze podzielił I m. w Maladze (wspólnie z m.in. Aleksą Strikoviciem i Carlosem Matamorosem Franco). W 2014 r. zdobył w Borlänge brązowy medal indywidualnych mistrzostw Szwecji.
Wielokrotnie reprezentował Szwecję w turniejach drużynowych, m.in.:
- trzykrotnie na olimpiadach szachowych (w latach 2006, 2008, 2012)[5],
- czterokrotnie na drużynowych mistrzostwach Europy (w latach 2005, 2007, 2011, 2013); medalista: indywidualnie – brązowy (2007 – na V szachownicy)[6].

Najwyższy ranking w dotychczasowej karierze osiągnął 1 maja 2012 r., z wynikiem 2531 punktów zajmował wówczas 8. miejsce wśród szwedzkich szachistów.